# Karamojong
Karamojong, även karimojong och karimonjong, är ett nilotiskt språk som talas i Uganda av 260 000 personer (2002). Det finns radioprogram på språket. Nya testamentet har översatts till karamojong.
Karamojong har ordföljden verb–subjekt–objekt och har vokalharmoni.
Det råder delade meningar i litteraturen om huruvida karamojong har nio eller tio vokaler.